# 23098 Huanghuang
23098 Huanghuang este un asteroid din centura principală de asteroizi.

## Descriere
23098 Huanghuang este un asteroid din centura principală de asteroizi. A fost descoperit pe 8 decembrie 1999 la Socorro, New Mexico, în cadrul proiectului LINEAR. Asteroidul prezintă o orbită caracterizată de o semiaxă mare de 2,74 ua, o excentricitate de 0,10 și o înclinație de 3,7° în raport cu ecliptica.